# Kristóf Milák
Kristóf Milák, né le 20 février 2000 dans la périphérie de Budapest à Tárnok, est un nageur hongrois. Il remporte notamment la médaille d'or en 200 m papillon lors des Jeux olympiques d'été de 2020 à Tokyo et détient depuis 2022 le record du monde du 200 mètres papillon, qui surclasse son ancien record de 2019.

## Biographie

### Enfance
Kristóf Milák est né d'une famille très modeste, son père, Mihály, était agent de sécurité et sa mère, Ildikó, infirmière. Il a également un frère, Dávid.
Alors que Kristóf était encore à la maternelle, ses parents installaient une  piscine gonflable dans son jardin où il eut ses premiers contacts avec la natation.
Plus tard, il commença à nager régulièrement dans une piscine au sous-sol d'un restaurant, l'Egérlyuk, où son propriétaire, Klári Egerszegi prit le rôle de son entraîneur.
La première compétition où participa Kristóf, fut à Újpalota. Bien qu'il nageait contre d'autres enfants qui avaient 2 ans de plus que lui, il décocha la médaille d'or.
Sa première compétition notable fut à Gyulá, où encore une fois, il nageait avec les plus grands et remporta une médaille d'or et deux médailles d'argent. Les médailles étaient décernées par Güter Károly, double vice-champion olympique, mais Kristóf, timide n'osa pas y aller.
Il alla s'entraîner ensuite au "Párizsi Vizes Központban", où il subit un harcèlement dû au fait qu'il soit le plus petit de son groupe, mais malgré cela, il était également le meilleur de son groupe.
À 8 ans, il changea encore de lieu d'entraînement  et s'entraîner désormais à Érd, avec son entraîneur, Zsolt Plagány. Mais celui fut licencié et quand Kristóf eut 14 ans, Attila Selmeci pris le relais. Selmeci resta son entraîneur jusqu'à 2021.

### Carrière
En 2015, il participe au Festival olympique de la jeunesse où il finit 4e aux 100 m papillon et 12e aux 100 m dos.
En 2016, il participe au championnat d'Europe juniors à Hódmezővásárhely où il décroche l'or aux 200 m papillon et finit 7e aux 50 m papillon et 5e aux 100 m papillon.
Il remporte 4 titres et une médaille de bronze lors des Championnats du monde juniors 2017 à Indianapolis. Il bat deux fois le record du monde junior du 100 m papillon, en 50 s 62, pour remporter la médaille d'argent lors des championnats du monde 2017 dans sa ville natale. À Helsinki, il remporte 4 titres lors des Championnats d'Europe juniors 2018. Également en 2017, il participe aux Championnats d'Europe juniors à Netanya, où il remporte l'or aux 200 m papillon, aux relais 4x100 mixte et 4x200 nage libre, et l'argent aux 50 m, 100 m papillon et le relais 4x100 nage libre.
En 2018, il participe au championnat d'Europe à Glasgow, où il remporte une médaille d'or aux 200 m papillon. Et également en 2018, il participe aux Jeux olympiques de la jeunesse à Buenos Aires, où il remporte trois médailles d'or, aux 200 m, 400 m nage libre, aux 200 m papillon. Et une médaille d'argent aux 100 m papillon.
Aux Championnats du monde 2019 à Gwangju, il remporte la médaille d'or du 200 m papillon en battant le record du monde établi par Michael Phelps dix ans plus tôt en 1 min 50 s 73.

## Palmarès

### Jeux olympiques
| Édition    | Épreuve             | Épreuve               | Épreuve                                     | Épreuve | Épreuve | Épreuve | Épreuve | Épreuve |
| Édition    | 100 m papillon      | 200 m papillon        | 4 × 100 m nage libre                        |         |         |         |         |         |
| Tokyo 2020 | Argent 49 s 68 (RE) | Or 1 min 51 s 25 (RO) | 5e 3 min 11 s 06 (RN) TP en crawl : 48 s 24 |         |         |         |         |         |
| Paris 2024 | Or 49 s 90          | Argent 1 min 51 s 75  | –                                           |         |         |         |         |         |

### Championnats du monde

#### Grand bassin
| Édition       | Épreuve                   | Épreuve               | Épreuve                                | Épreuve                                     | Épreuve                                        | Épreuve | Épreuve | Épreuve |
| Édition       | 100 m papillon            | 200 m papillon        | 4 × 100 m nage libre                   | 4 × 200 m nage libre                        | 4 × 100 m 4 nages masculin                     |         |         |         |
| Budapest 2017 | Argent 50 s 62 (RN) (RMj) | –                     | –                                      | –                                           | 7e 3 min 32 s 13 (RN) TP en papillon : 50 s 97 |         |         |         |
| Gwangju 2019  | 4e 51 s 26                | Or 1 min 50 s 73 (RM) | 7e 3 min 12 s 85 TP en crawl : 48 s 05 | –                                           | –                                              |         |         |         |
| Budapest 2022 | Or 50 s 14                | Or 1 min 50 s 34 (RM) | 5e 3 min 11 s 24 TP en crawl : 46 s 89 | 5e 7 min 6 s 27 TP en crawl : 1 min 44 s 68 | –                                              |         |         |         |

### Championnats d'Europe

#### Grand bassin
| Édition       | Épreuve         | Épreuve                    | Épreuve                                | Épreuve                          | Épreuve                          | Épreuve              | Épreuve               | Épreuve                                    | Épreuve                                          | Épreuve                                   | Épreuve                                      |
| Édition       | 50 m nage libre | 100 m nage libre           | 200 m nage libre                       | 400 m nage libre                 | 50 m papillon                    | 100 m papillon       | 200 m papillon        | 4 × 100 m nage libre                       | 4 × 200 m nage libre                             | 4 × 100 m 4 nages                         | 4 × 200 m nage libre mixte                   |
| Glasgow 2018  | –               | –                          | –                                      | –                                | 37e 7e de sa série 3 min 32 s 13 | 4e 51 s 51           | Or 1 min 52 s 79 (RC) | –                                          | –                                                | 5e 3 min 34 s 24 TP en papillon : 51 s 30 | 4e 7 min 31 s 19 TP en crawl : 1 min 48 s 04 |
| Budapest 2020 | DNS             | 13e 3e de sa série 48 s 72 | 5e 1 min 45 s 74                       | 20e 9e de sa série 3 min 51 s 59 | 21e 7e de sa série 23 s 67       | Or 50 s 18 (RC) (RN) | Or 1 min 51 s 10 (RC) | 4e 3 min 12 s 50 TP en crawl : 47 s 50     | –                                                | –                                         | –                                            |
| Rome 2022     | –               | Argent 47 s 47 (RN)        | 10e 4e de sa demi-finale 1 min 47 s 37 | –                                | –                                | Or 50 s 33           | Or 1 min 52 s 01      | Argent 3 min 12 s 43 TP en crawl : 47 s 24 | Or 7 min 5 s 38 (RN) TP en crawl : 1 min 44 s 42 | –                                         | –                                            |
| Belgrade 2024 | –               | 6e 48 s 41                 | 20e 9e de sa série 1 min 49 s 06       | –                                | –                                | Or 50 s 82           | Or 1 min 54 s 43      | –                                          | –                                                | –                                         | –                                            |

#### Petit bassin
| Édition    | Épreuve                         | Épreuve          | Épreuve    | Épreuve        | Épreuve              | Épreuve | Épreuve | Épreuve | Épreuve | Épreuve | Épreuve |
| Édition    | 100 m nage libre                | 200 m nage libre | 50 m dos   | 100 m papillon | 200 m papillon       |         |         |         |         |         |         |
| Kazan 2021 | 9e 5e de sa demi-finale 47 s 08 | DNS              | 8e 23 s 34 | 4e 49 s 88     | Argent 1 min 51 s 11 |         |         |         |         |         |         |